# Auguste Gehre

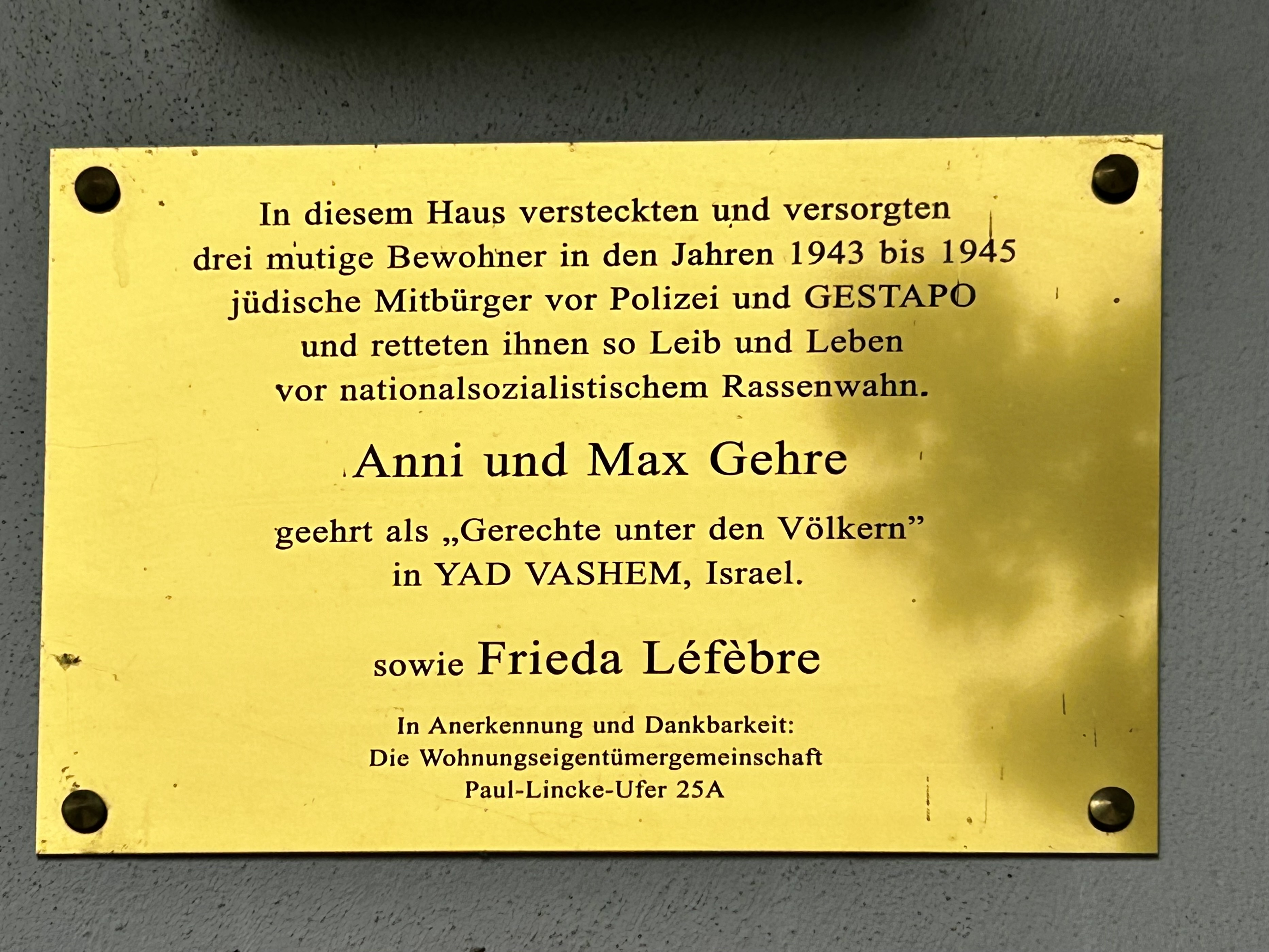
Gedenktafel am früheren Wohnhaus

Auguste Minna Gehre (geborene Liekfeldt; * 2. Oktober 1898 in Altwarp; † Januar 1972 in den USA) war eine deutsch-US-amerikanische Gerechte unter den Völkern.

## Leben
Auguste Gehre war mit dem Arbeiter Karl Max Gehre (* 1897 in Berlin) verheiratet. Sie lebten am Paul-Lincke-Ufer 25a in Berlin-Kreuzberg. Ihre Tochter wurde 1925 geboren.
Hausarzt der Familie war der jüdische Arzt Arthur Arndt, der auch die Tochter behandelte, als sie an Diphtherie erkrankte. Die Tochter überlebte, wofür ihm die Gehres dankbar waren.
Mit Beginn der Deportation von Juden aus Deutschland war Arndts Leben bedroht. Das Ehepaar Gehre versteckte ihn ab Januar 1943 in seiner Wohnung in der Vorratskammer. Auguste Gehre sorgte außerdem dafür, dass seine Verwandten anderswo Unterschlupf fanden, dabei wirkten auch Clara und Max Köhler sowie Anni und Gustav Schulz mit. Mit den Untergetauchten teilten sie die Lebensmittel, die sie auf Lebensmittelkarten erhielten.
Nach dem Ende des Zweiten Weltkriegs wanderten die Gehres 1948 in die USA aus. Sie lebten in Glen Falls, New York.
Max Gehre starb 1968, Auguste Gehre 1972.
1988 wurden Auguste Gehre und ihr Mann postum als Gerechte unter den Völkern ausgezeichnet.